# Kamilla Baar

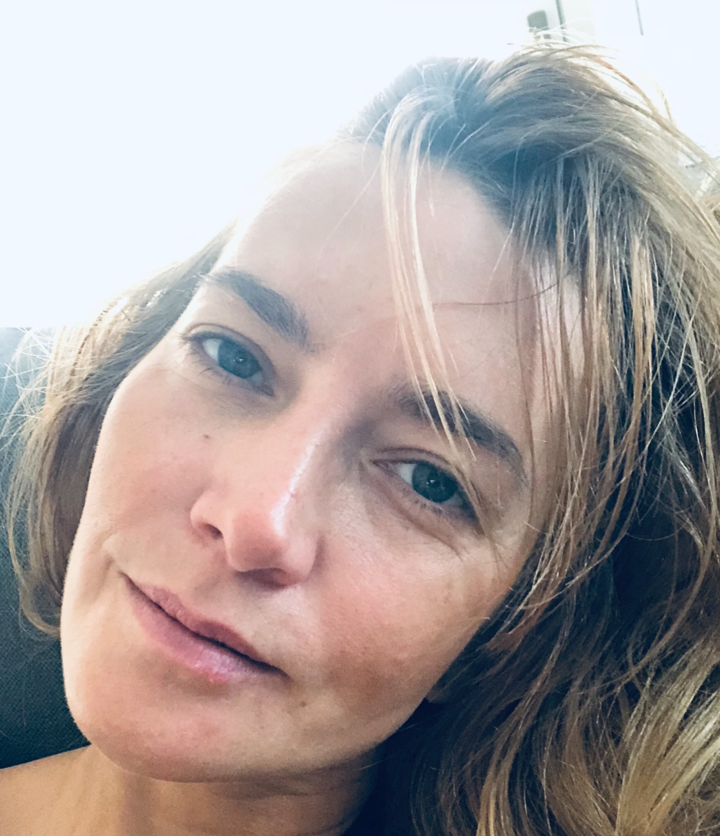
Baar (2019)

Kamilla Krystyna Baar (ur. 6 października 1979 w Człuchowie) – polska aktorka filmowa, teatralna i telewizyjna.

## Życiorys
Jest córką oficera Ludowego Wojska Polskiego i nauczycielki. Ma dwóch młodszych braci – Błażeja, producenta filmowego i Damiana, programistę. Jej babcią była Maria Baar, regionalistka i polonistka związana z Wągrowcem.
Dzieciństwo spędziła w Poznaniu, a następnie w Tychach, gdzie uczęszczała do szkoły podstawowej i średniej. Podczas nauki w tej ostatniej uczyła się też w studium aktorskim w Katowicach prowadzonym przez aktorkę Dorotę Pomykałę. W 2002 ukończyła studia w Akademii Teatralnej w Warszawie, do której przyjęto ją za pierwszym podejściem. Na egzaminy do szkoły teatralnej przygotowała 28 tekstów. Wśród nich znalazły się m.in. monolog Hamleta oraz monolog Nataszy ze Skrzywdzonych i poniżonych Dostojewskiego.

### Teatr
Akademię Teatralną ukończyła przedstawieniem dyplomowym Sen nocy letniej, w reżyserii Jana Englerta (premiera 19 listopada 2001). Oficjalny debiut teatralny to rola Julii, w przedstawieniu Norway today, w reżyserii Macieja Sobocińskiego, na scenie Fundacji Starego Teatru w Krakowie (premiera 18 stycznia 2003). Od 2005 jest aktorką Teatru Narodowego w Warszawie. Współpracuje też z innymi teatrami.
Współpracowała między innymi z Janem Englertem, Jerzym Jarockim, Iwanem Wyrypajewem, Arturem Urbańskim, Mają Kleczewską. Występuje w repertuarze klasycznym i współczesnym. Sama preferuje role dramatyczne. Pozytywnie oceniono jej rolę w Fedrze (choć sam spektakl niezbyt podobał się krytykom) oraz w Ślubach panieńskich, a kreację w Pierwszym razie uznano za wyjątkowo udaną.

### Film
Po raz pierwszy przed kamerą stanęła w 2002 na planie telewizyjnego spektaklu Oszuści. Debiutem serialowym była rola Ewy w serialu Na dobre i na złe w 2003. W 2004 debiutowała w filmie fabularnym rolą Magdy w komedii sensacyjnej Vinci Juliusza Machulskiego.

### Życie prywatne
W 2005 wyszła za mąż za aktora Wojciecha Solarza. Małżonkowie rozwiedli się w 2009. Ze związku z aktorem Wojciechem Błachem ma syna Brunona (ur. 2011). W 2015 w Lizbonie poślubiła adwokata Piotra Kochańskiego, z którym rozwiodła się w marcu 2021.

## Spektakle teatralne
Akademia Teatralna w Warszawie
- 2001: Sen nocy letniej – Hermia; Elf (reż. J. Englert)
- 2002: Love (reż. A. Strzelecki)
- 2002: A wódki nie starczy – Rita (reż. Tomasz Grochoczyński, Cezary Morawski)

Studio Teatralne KOŁO w Warszawie
- 2002: Miłość do trzech pomarańczy (reż. Igor Gorzkowski)

Scena Fundacji Starego Teatru w Krakowie
- 2003: Norway.today – Julia (reż. M. Sobociński)

Teatr Narodowy w Warszawie
- 2003, 2005: Piaskownica (w piaskownicy) – Ona (gościnnie; reż. T. Bradecki)
- 2004: Błądzenie – Modelka, Rena, Zosia (reż. J. Jarocki)
- 2005: Kosmos – Lulusia (reż. J. Jarocki)
- 2006: Pierwszy raz – Ona (reż. T. Bradecki)
- 2006: Fedra – Panope (reż. Maja Kleczewska)
- 2007: Śluby panieńskie – Klara (reż. J. Englert)
- 2008: Opowiadania dla dzieci Singera (reż. Piotr Cieplak)
- 2008: Mrok – Marta (reż. Artur Tyszkiewicz)
- 2009: Tango – Ala (reż. J. Jarocki)
- 2014: Dowód na istnienie drugiego – Rita Labrosse (reż. M. Wojtyszko)
- 2015: Kordian – Wioletta (reż. J.Englert)
- 2016: Matka Courage i jej dzieci – Kapral, Żołnierz (reż. Michał Zadara)

Teatr Polski w Warszawie
- 2005: Makbet – Żona Makbeta (reż. Piotr Kruszczyński)

Krakowski Teatr Scena STU
- 2008: Romeo i Julia – Ostatnia Julia (reż. Agata Duda-Gracz)

Teatr Telewizji
- 2002: Oszuści – Michelle (reż. J. Englert)
- 2003: Hamlet – Ofelia (reż. Łukasz Barczyk)
- 2004: Pan Dwadrzewko – Teresa (reż. Piotr Mularuk)
- 2006: Bezład – Ewa (reż. Witold Adamek)
- 2006: Kosmos – Lulusia (reż. J. Jarocki)
- 2006: Zorka – Olga Świst (reż. Łukasz Wylężałek)
- 2007: Błądzenie – Zosia, modelka (reż. J. Jarocki)
- 2009: Opowiadania dla dzieci (reż. P. Cieplak)
- 2012: Tango – Ala (reż. J. Jarocki)
- 2013: Pamiętnik pani Hanki – Halszka (reż. Borys Lankosz)
- 2013: Dawne grzechy; Teatr Sensacji – Charlotte (reż. Krzysztof Lang)
- 2017:  Śluby panieńskie – Klara (reż Jan Englert)

## Filmografia
- 2003: Na dobre i na złe – Ewa (odc. 164)[8]
- 2004: Vinci – Magda
- 2005: Oficer – laborantka Ewa Nowak (odc. 3 i 4)
- 2005: Krótka histeria czasu – Julia
- 2005: Boża podszewka II (odc. 15)
- 2006: Autor wychodzi – bohaterka
- 2006: Kilka fotografii – Magda
- 2006: Nadzieja – Klara
- 2007: Odwróceni – Jadwiga, narzeczona Gazdy
- 2009: Zero – żona pracownika firmy prezesa
- 2009: Generał – Zofia Leśniowska, córka generała Sikorskiego
- 2009: Generał – zamach na Gibraltarze – Zofia Leśniowska, córka generała Sikorskiego
- 2009: Londyńczycy 2 – Kasia Przybylska
- 2010: Hotel 52 – Gośka (odc. 9 i 12)
- 2011–2015: Na dobre i na złe – dr Hana Goldberg, siostra Przemka Zapały
- 2011: Siła wyższa – Kinga
- 2013: Prawo Agaty  – Hanna Mazur (odc. 30)
- 2014: Wkręceni – dziennikarka Adrianna
- 2014: Na krawędzi 2 – Lena Korcz
- 2014: Służby specjalne – Joanna Cerat
- 2015: Uwikłani – Agnieszka Bogusz (odc. 7)
- 2016: Ojciec Mateusz – Beata Bielska (odc. 195)
- 2017: Niania w wielkim mieście – Monika Rychter
- 2018: Druga szansa – doktor Urszula Lipińska
- 2018: Kamerdyner – Angela von Krauss
- 2019–2020: Echo serca – doktor Magdalena Borska, psycholog kliniczny
- od 2021: Pierwsza miłość – Sandra Kubicka[14][15]
- 2022: Komisarz Mama[16] – Alicja Kubiak (odc. 26)
- 2023: Sortownia – Agnieszka, żona Tracza
- 2023: Krew – Sara Parafinowicz
- 2024: Forst – Dominika Wardyś-Hansen
- 2025: Vinci 2 – Magda

## Polski dubbing
- 1976–1978: Jabberjaw
- 2003: Dziewczyny i miłość – Nadine
- 2005: Bratz – Kirstee
- 2005: Fantastyczna Czwórka – Niewidzialna Kobieta
- 2005: Harry Potter i Czara Ognia – Jęcząca Marta
- 2006: Bratz: Od marzeń do gwiazd – Kirstee
- 2006: Noc w muzeum – Sacajawea
- 2006: Tajna misja – Anita
- 2008: Speed Racer – Trixie
- 2008: Barbie Mariposa – Syrenka #2 (Koral)
- 2008: Małpy w kosmosie – Luna
- 2008: Potwory i piraci
- 2009: Noc w muzeum 2 – Sacajawea
- 2009: Alvin i wiewiórki 2 – Żaneta
- 2009: Huntik: Łowcy tajemnic – Zhalia Moon
- 2016: Doktor Strange – Christine Palmer
- 2022: Doktor Strange w multiwersum obłędu – Christine Palmer[17]

2024: Królestwo Pik Tom 1- Margaux Trèfle

## Nagrody i nominacje
26 listopada 2012 roku otrzymała nagrodę Złotej Kaczki w kategorii najlepsza aktorka filmów sensacyjnych za rolę w Vincim reż. Juliusza Machulskiego. 6 kwietnia 2013 roku została laureatką nagrody Wiktora w kategorii „Odkrycie telewizyjne roku”, m.in. za rolę w serialu Na dobre i na złe. 3 lutego 2014 roku aktorka została nagrodzona Telekamerą 2014 w kategorii „Aktorka”.